# 히트맨 런
히트맨 런(Hitman's Run)은 미국에서 제작된 마크 L. 레스터 감독의 1999년 액션 영화이다. 에릭 로버츠 등이 주연으로 출연하였고 데이너 두보브스키 등이 제작에 참여하였다.

## 출연

### 주연
- 에릭 로버츠
- C. 토마스 하우엘
- 데미안 샤파

### 조연
- 에스테반 포웰
- 봅 브래그
- 로 카샐
- 파라 포크
- 브렌트 허프
- 저스틴 룬딘
- 콜 S. 맥케이
- 알렉스 멘도자
- 로버트 미아노
- 폴 파두치
- 에릭 팝픽
- 토미 포스터
- 메릿 욘카

## 제작진
- 제작팀장: 테레스 린든 콘
- 제작부: 브라이언 R. 이팅
- 라인프로듀서: 토머스 카라브리즈
- 미술: 존 라레나
- 의상: 타미 무어
- 배역: 마크 틸먼